# Sérgio Jimenez
Sérgio Jimenez (Piedade, 15 de maio de 1984) é um piloto de automobilismo brasileiro.

## Carreira
Jimenez iniciou sua carreira em 1994 no kart e em 2002 ele conquistou o título da primeira edição do Campeonato Brasileiro de Fórmula Renault. Em 2006, ele participou do Campeonato Espanhol de Fórmula 3. Jimenez pilotou cinco corridas pela Racing Engineering na temporada de 2007 da GP2 Series antes de ser substituído por Ernesto Viso após o Grande Prêmio de Mônaco de 2007. Ele também pilotou pela A1 Team Brasil na temporada 2007-08 da A1 Grand Prix.
Em 2009 entrou para a Copa Vicar (atual Stock Car Light) pela equipe Scuderia 111 e, na sua corrida de estreia, no Autódromo Internacional Nelson Piquet, no Rio de Janeiro, venceu sua primeira prova na categoria. De 2013 a 2018, ele competiu na Stock Car Brasil.
Em julho de 2019, Jimenez sagrou-se campeão da temporada de 2018–19 da Jaguar I-Pace eTrophy, a primeira temporada desta inédita categoria de carros de turismo elétrico.